# Хлебникова, Ольга Ивановна
О́льга Ива́новна Хле́бникова ― советская бурятская театральная актриса, Заслуженная артистка Бурятской АССР, актриса Государственного русского драматического театра им. Н.А. Бестужева с 1968 года.

## Биография
Родилась в 1915 году.
Росла в детском доме и уже тогда любила петь и танцевать. Это увлечение искусством привело её в театральную студию при Государственном украинском театре на Северном Кавказе. Окончив студию, Хлебникова была приглашена в труппу театра, где стала играть роли лирико-драматического плана.
Затем работала в Киевском театре имени Ивана Франко и в Орловском государственном драматическом театре имени Ивана Тургенева. За 48 лет сценической деятельности она сыграла немало ролей. Среди первых значительных театральных работ были такие роли, как Любовь Шевцова (Молодая гвардия) и Зоя Космодемьянская, Комиссар в «Оптимистической трагедии» Всеволода Вишневского, Нина в «Маскараде» Михаила Лермонтова, Лариса в «Бесприданнице» Александра Островского.
С 1951 по 1959 год актриса в Балашовском русском драматическом театре, где создала ряд замечательных образов современного и классического репертуара. Журналист С. Фатеев в  «Балашовской правде» от 11 ноября 1956года так отозвалался о её работе:

Актриса Ольга Хлебникова точными штрихами создает обаятельный образ политического руководителя, зритель видит в комиссаре не хрупкую миловидную женщину, а человека спокойного, большой воли.— 
В 1968 году Ольга Хлебникова переехала в Бурятию, где была приглашена в труппу Русского драматического театра имени Николая Бестужева в Улан-Удэ. Бурятские зрители помнят ее Огудалову в «Бесприданнице», княгиню Старицкую в «Иване Грозном» Алексея Толстого, мать в спектакле «Моё сердце с тобой» Юлия Чепурина.
Актриса была много занята в репертуаре 1970-х годов. В рецензии на спектакль «Характеры» Василия Шукшина о героине Ольги Хлебниковой театральный критик Полина Теляшина написала:

«Горькая поздняя бабья любовь и всепрощающее сердце. Сколько духовных сил требуется немолодой женщине, чтобы оттолкнуть от себя любимого человека, посягнувшего на ее женскую гордость и человеческое достоинство. Очень тонко, осторожно, где-то на грани доброй улыбки и острой щемящей боли проживает кусочек жизни своей героини актриса в эпизоде «Грешная любовь».— 
Среди значительных работ Хлебниковой в 1970-е годы можно отметить роль тети Нюры в спектакле «Мои надежды» Михаила Шатрова. Этот образ простой русской женщины, человека большой души, ветерана труда и почетной текстильщицы актриса воплотила с большой теплотой и мастерством.
За большой вклад в развитии театрального искусства в республике Ольга Ивановна Хлебникова была удостоена почётного звания «Заслуженная артистка Бурятской АССР».
Умерла в 1988 году в Улан-Удэ.

## Театральные роли
- Любовь Шевцова
- Зоя Космодемьянская
- Комиссар ― «Оптимистическая трагедия», В. Вишневский
- Нина ― «Маскарад», М. Лермонтов
- Лариса Огудалова ― «Бесприданница», А. Островский
- Княгиня Старицая ― «Иван Грозный», А. Толстой
- Мать ― «Мое сердце с тобой», Ю. Чепурин
- Полина Теляшина ― «Характеры», В. Шукшин
- Тётя Нюра ― «Мои Надежды», М. Шатров